# Ordine reale di Alberto di Sassonia
L'ordine reale di Alberto di Sassonia (detto anche Ordine di Alberto l'Animoso o Ordine di Alberto il Valoroso) fu un ordine cavalleresco fondato nell'ambito del regno di Sassonia.

## Storia
L'ordine venne fondato il 31 dicembre 1850 dal re Federico Augusto II di Sassonia con l'intento di gratificare quanti si fossero prodigati a favore dello stato, delle arti e delle scienze, o in generale per le buone virtù civili. A partire dal 1860 venne creata anche una classe speciale per i militari insigniti di questa onorificenza.
Lo statuto venne rivisto il 9 dicembre 1870, il 31 gennaio 1876 ed il 4 maggio 1883.

## Gradi
L'ordine si suddivideva originariamente in cinque classi di benemerenza:
- cavaliere di gran croce
- commendatore di I classe
- commendatore di II classe
- cavaliere
- piccola croce

Il 18 marzo 1858 la piccola croce venne suddivisa in due classi d'onore, d'oro o d'argento a seconda del merito. Il 2 febbraio 1876 venne aggiunta anche la classe di cavaliere di II classe. L'11 giugno 1890 venne aggiunta la classe di ufficiale tra quella di cavaliere di I classe e quella di commendatore di II classe:
- cavaliere di gran croce
- commendatore di I classe
- commendatore di II classe
- ufficiale
- cavaliere di I classe
- cavaliere di II classe
- piccola croce

## Insegna
La medaglia consisteva in una croce latina in oro smaltata di bianco contornata d'oro. Dietro le braccia della croce si trovava una corona d'alloro smaltata di verde. Al centro della croce si trovava un medaglione smaltato di bianco riportante un busto di profilo del Duca Alberto III di Sassonia (dedicatario dell'ordine), contornato da una fascia smaltata di blu con inciso a lettere d'oro il nome ALBERTUS ANIMOSUS. La medaglia, al retro, riportava lo stemma del regno di Sassonia e nella fascia blu, in oro, si trovava l'anno di fondazione dell'ordine, ovvero il 1850.
La classe speciale per i militari si distingueva per la presenza di due spade incrociate dietro al croce. Commendatori e gran croci potevano disporre anche di una stella in argento con la medesima foggia delle medaglie, da apporre sulla parte sinistra del petto.
Il nastro dell'ordine era verde con una striscia bianca su ciascun lato.